# Długomiłowice (stacja kolejowa)
Długomiłowice – dawna stacja kolejowa położona we wsi Długomiłowice, w gminie Reńska Wieś, w województwie opolskim. Po 1997 roku fragment linii przechodzący przez stacją został zamknięty dla ruchu pasażerskiego i towarowego, a następnie zlikwidowany.